# Раџив ван Ла Пара
Раџив Рамон ван Ла Пара (хол. Rajiv Ramon van La Parra; Ротердам, 4. јун 1991) холандски је фудбалер.

## Каријера

### Каен
Ван ла Пара је прошао млађе категорије Фајенорда, али није заиграо за први тим овог клуба већ је 2008. године прешао у француски Каен. Током сезоне 2008/09. је наступио на две утакмице у првој лиги Француске, али је Каен испао из елитног ранга, па је Холанђанину пружена већа шанса у наредних годину дана. У сезони 2009/10. је забележио 8 наступа у другој лиги и постигао један погодак, против Генгама. Клуб се враћа у елитни ранг, а Ван ла Пара остаје без места у екипи и без новог уговора.

### Херенвен
Лета 2011. је покушао да потпише уговор са АЗ Алкмаром, али није успео да прође пробу. Ипак крајем августа 2011. је успео да пронађе ангажман у Херенвену са којим је парафирао једногодишњу обавезу са могућношћу продужења. У првој сезони је одиграо 26 утакмица и постигао 6 голова, након чега су челници клуба одлучили да активирају клаузулу и задрже га још две године.
За три сезоне у првенству Холандије је забележио 82 одигране утакмице и 14 постигнутих голова. У јуну 2014. је стигла понуда за још једно продужење уговора, али Ван ла Пара није био задовољан условима.

### Енглеска
Дана 10. јуна 2014. Ван ла Пара је потписао трогодишњи уговор са Вулверхемптоном, који се у том моменту такмичио у Чемпионшипу. У својој првој сезони је одиграо чак 40 утакмица у Чемпионшипу, уз један постигнут гол. И наредну сезону почиње као играч Вулвса, али губи место првотимца па крајем новембра 2015. одлази на краткотрајну позајмицу у Брајтон и Хоув албион.
Почетком јануара 2016. се враћа у Вулверхемптон где наступа на још осам првенствених утакмица, да би 11. марта 2016. отишао на нову позајмицу, овога пута у Хадерсфилд. По споразуму позајмица је трајала до краја сезоне, након чега ће Хадерсфилд у јуну потписати трогодишњи уговор са Ван ла Паром.
Ван ла Пара је као стандардни првотимац са екипом Хадерсфилда у сезони 2016/17. изборио пласман у Премијер лигу. У сезони 2017/18. је наступио на 33 утакмице у Премијер лиги, уз три постигнута гола. Одиграо је и први део сезоне 2018/19. у Хадерсфилду, али је изгубио место првотимца па је наступио на само пет утакмица у Премијер лиги. Последњег дана 2018. године одлази на позајмицу у друголигаша Мидлсбро.
У екипи Мидлсброа је наступио на само три утакмице у Чемпионшипу. Није успео да се избори за место у тиму, касније се и повредио па се вратио у Хадерсфилд већ у априлу 2019. како би се опоравио од повреде.  Хадерсфилд је у међувремену испао из Премијер лиге, а Ван ла Пара је за овај клуб на почетку сезоне 2019/20. одиграо још четири утакмице у Чемпионшипу, након чега је напустио клуб.

### Црвена звезда
Дана 1. септембра 2019. је потписао трогодишњи уговор са Црвеном звездом. Током јесењег дела сезоне 2019/20, Ван ла Пара је за Црвену звезду наступио на 11 утакмица. У Суперлиги Србије је играо четири пута, у групној фази Лиге шампиона пет пута и у Купу Србије два пута. У мечу шеснаестине финала националног купа против Трепче забележио је гол и асистенцију. Доласком новог тренера Дејана Станковића, Ван ла Пара је изгубио место у тиму, па је почетком априла 2020. уговор раскинут.